# 33 zgłoś się
„33” zgłoś się! (org. Дела сердечные) – film obyczajowy produkcji radzieckiej z 1973 roku w reż. Ażdara Ibrahimowa.

## Opis fabuły
Film przedstawia jedną noc z pracy załogi karetki moskiewskiego pogotowia ratunkowego – lekarza, kierowcy i dwóch sanitariuszek. Ludziom tym przychodzi zmierzyć się z problemami osobistymi ich pacjentów, ludzkimi tragediami, kwestiami etyki zawodowej.

## Obsada aktorska
- Antonina Szuranowa – sanitariuszka Lidia
- Jekatierina Markowa – sanitariuszka Natasza
- Anatolij Papanow – kierowca karetki Boris
- Gieorgij Taratorkin – Jewgienij, lekarz karetki
- Lidia Dranowska – matka Jewgienija
- Pawieł Winnik – lekarz w szpitalu
- Jurij Rajskij – Wowa
- Jelena Tiapkina – babcia Wowy
- Natalia Żwaczkina – dziewczyna Wowy
- Gieorgij Kulikow – Siergiejew, chory na zawał
- Inna Kondratjewa – żona Siergiejewa
- Giennadij Morozow – Wiktor, syn Siergiejewów
- Maksim Wodowski – Maksim, synek Siergiejewów
- Władimir Smirnow – Siergiej, pracownik warsztatu samochodowego z zawałem serca
- Jewgienij Krasawcew – mistrz zmianowy w warsztacie samochodowym
- Natalia Markina – pielęgniarka w warsztacie samochodowym
- Daniił Hietriebin – Kola, pracownik warsztatu samochodowego
- Nikołaj Smorczkow – pracownik warsztatu samochodowego
- Władimir Prichodko – pracownik warsztatu samochodowego
- Aleksandr Pietrow – pracownik warsztatu samochodowego
- Aleksiej Priesniewcow – gość-symulant w restauracji
- Dmitrij Masanow – gość w restauracji
- Piotr Mierkyrjew – gość w restauracji
- Wiktor Otisienko – milicjant w restauracji
- Władimir Jakubowski – kelner w restauracji
- Aleksandra Daniłowa – dyspozytor pogotowia
- Aleksandra Daniłowa – dyspozytorka pogotowia
- Nina Agapowa – lekarz pogotowia
- Jurij Martynow – lekarz pogotowia
- Igor Maszynski – lekarz pogotowia
- Jewgienij Jerszow – sanitariusz pogotowia
- Ludmiła Ancyfierowa – sanitariuszka pogotowia
- Boris Bibikow – Nikołaj, stary lekarz pogotowia
- Swietłana Szwajko – lekarz pogotowia
- Julia Coglin – dyspozytorka pogotowia
- Wiktor Markin – ekspert medyczny
- Aleksiej Mokrusow – flirtujący z Lidią
- Aleksandr Sierski – flirtujący z Lidią
- Jurij Moczałow – chłopak z gitarą
- Walentyna Ananina – robotnica drogowa
- Wiera Burlakowa – robotnica drogowa
- Galina Samochina – epizod
- Jelena Wolska – epizod
- Ata Dowletow – epizod
- Inna Kara-Mosko – epizod
- Marina Łobyszewa-Hanczuk – epizod
- Wadim Makarowski – epizod
- Michaił Czigarow – epizod

i inni.